# Laila Dawa
Laila Dawa (São Paulo, 15 de abril de 1969) é uma jornalista brasileira.
A jornalista fez parte dos quadros da TV Cultura de São Paulo como repórter, editora e apresentadora de quase todos os telejornais, assim como de programas como Especial Cultura, Matéria Pública e Roda Viva. Foi responsável pela cobertura de diversas edições do Festival de Inverno de Campos do Jordão, do Carnaval de São Paulo e de outros eventos. Apresentou ainda documentários, como o Cultura Mundo e o programa semanal Panorama, do qual foi editora-chefe e apresentadora e ainda foi apresentadora do Jornal da Cultura e do Cultura Meio-Dia.
Teve uma breve passagem pela Rede CNT em São Paulo, entre 2013 e 2014, quando apresentou o CNT News, o CNT Jornal e também fez reportagens para os telejornais da Rede CNT. Saiu após o início da gestão da Igreja Universal do Reino de Deus. 